# لويس كارمونا
لويس كارمونا (بالإسبانية: Luis Carmona)‏ هو رياضي خماسي تشيلي، ولد في 15 فبراير 1923.

## وصلات خارجية
- لويس كارمونا على موقع أوليمبيديا (الإنجليزية)